# Вильбуа
Вильбуа́ (фр. Villebois) — коммуна во Франции, находится в регионе Рона — Альпы. Департамент — Эн. Входит в состав кантона Ланьё. Округ коммуны — Белле.
Код INSEE коммуны — 01444.

## География
Коммуна расположена приблизительно в 410 км к юго-востоку от Парижа, в 50 км восточнее Лиона, в 45 км к югу от Бурк-ан-Бреса.
На западе коммуны протекает река Рона. Восточная часть территории коммуны покрыта лесами.

## Климат
Климат полуконтинентальный с холодной зимой и тёплым летом. Дожди бывают нечасто, в основном летом.

## Население
Население коммуны на 2010 год составляло 1153 человека.
| 1962 | 1968 | 1975 | 1982 | 1990 | 1999 | 2010 |
| ---- | ---- | ---- | ---- | ---- | ---- | ---- |
| 775  | 779  | 758  | 851  | 924  | 953  | 1153 |

## Администрация
| Период | Период | Фамилия     | Партия | Примечания |
| ------ | ------ | ----------- | ------ | ---------- |
| 1995   | 2008   | Жак Гальо   |        |            |
| 2008   | 2014   | Марк Лонгат |        |            |

## Экономика
В 2010 году среди 773 человек трудоспособного возраста (15—64 лет) 593 были экономически активными, 180 — неактивными (показатель активности — 76,7 %, в 1999 году было 70,1 %). Из 593 активных жителей работали 544 человека (312 мужчин и 232 женщины), безработных было 49 (18 мужчин и 31 женщина). Среди 180 неактивных 41 человек были учениками или студентами, 72 — пенсионерами, 67 были неактивными по другим причинам.

## Фотогалерея

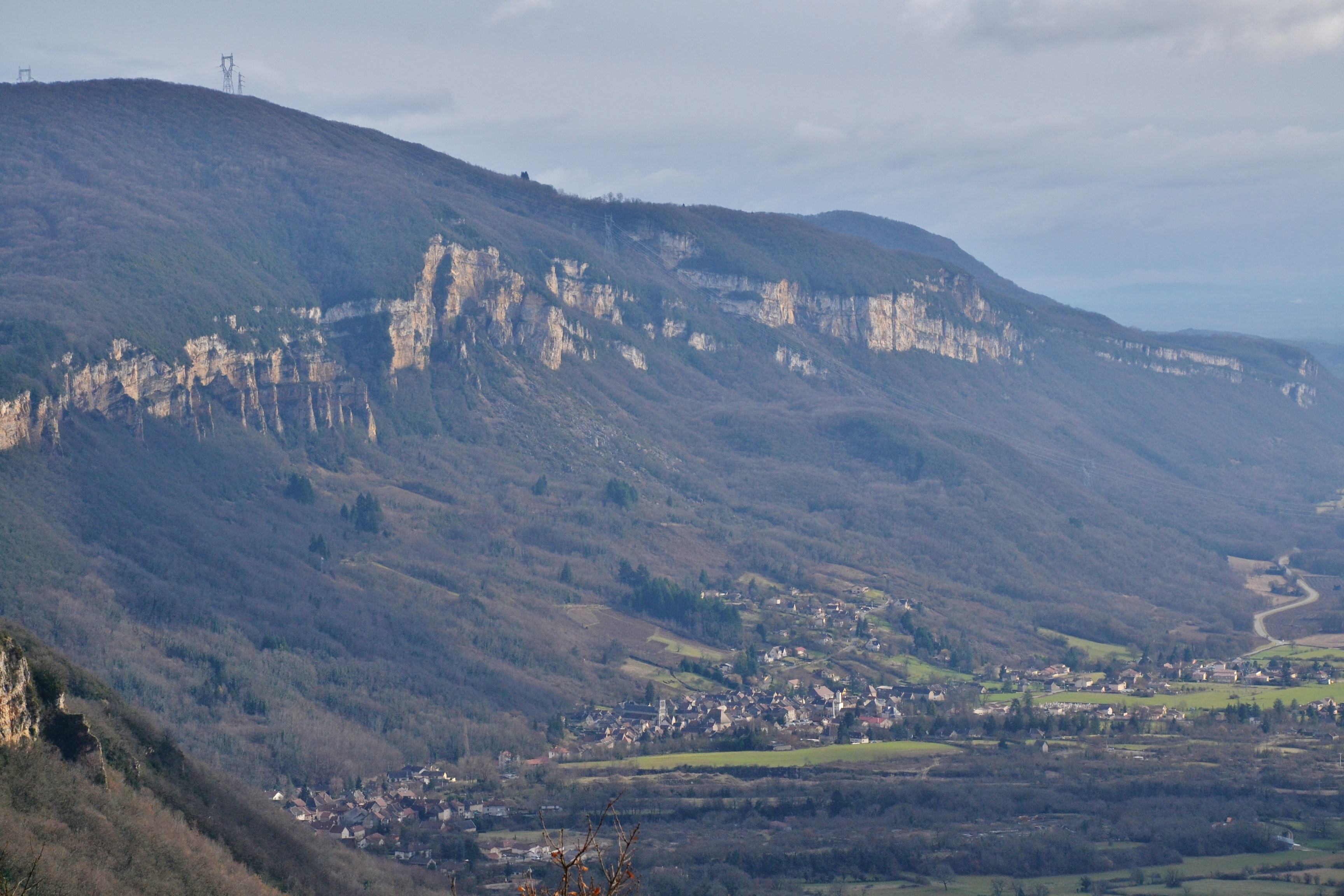
Вильбуа
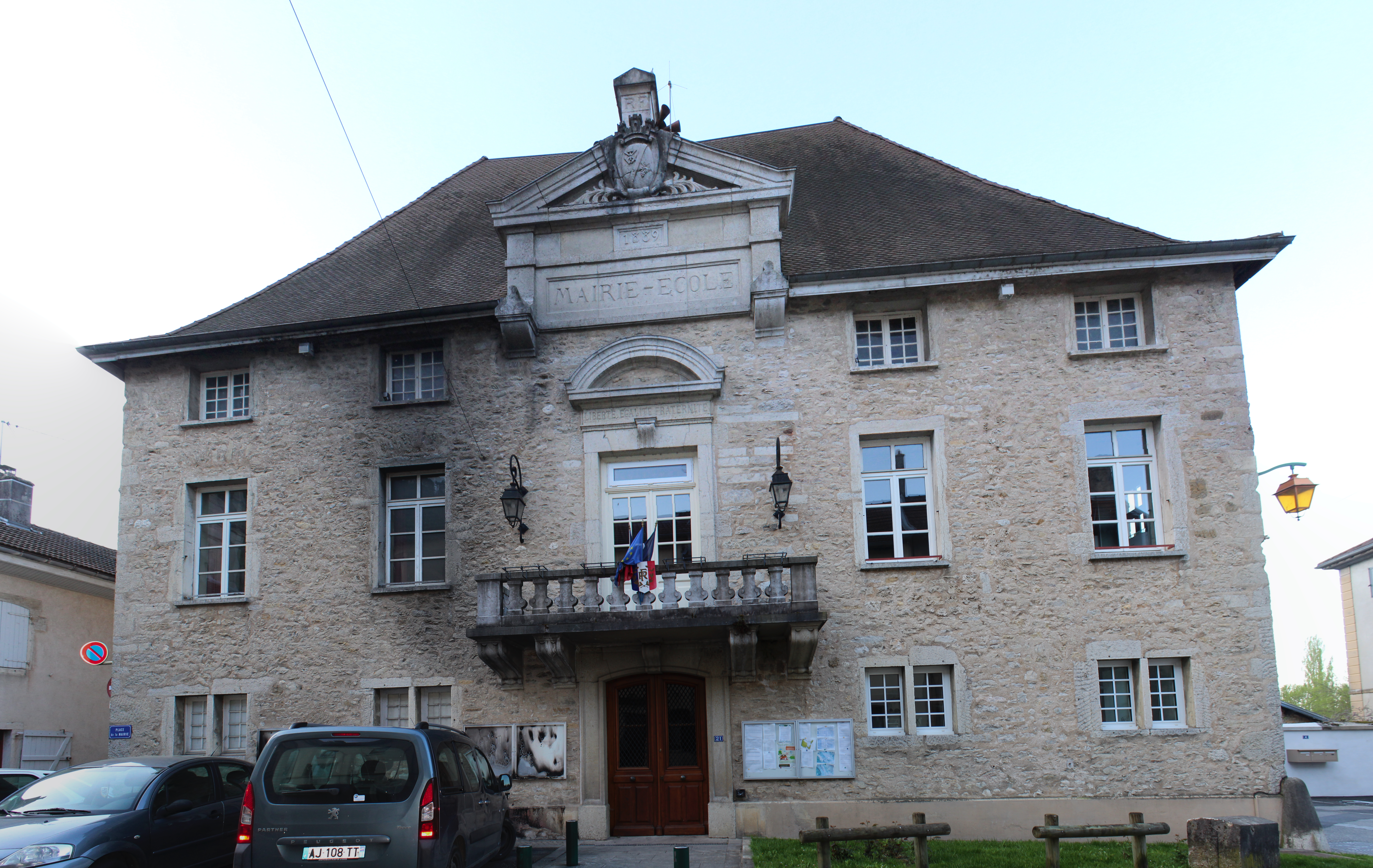
Мэрия
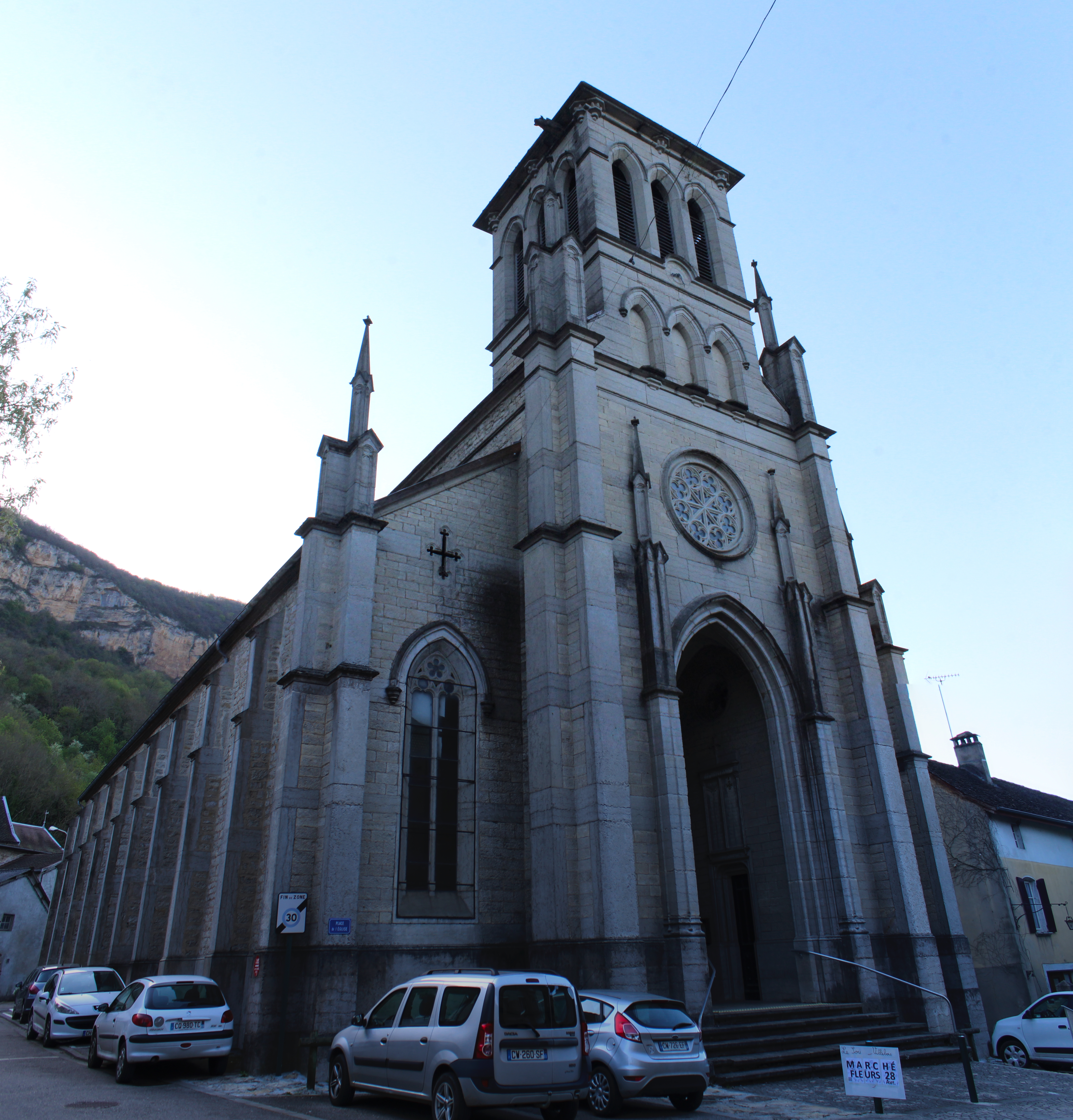
Церковь Св. Мартина
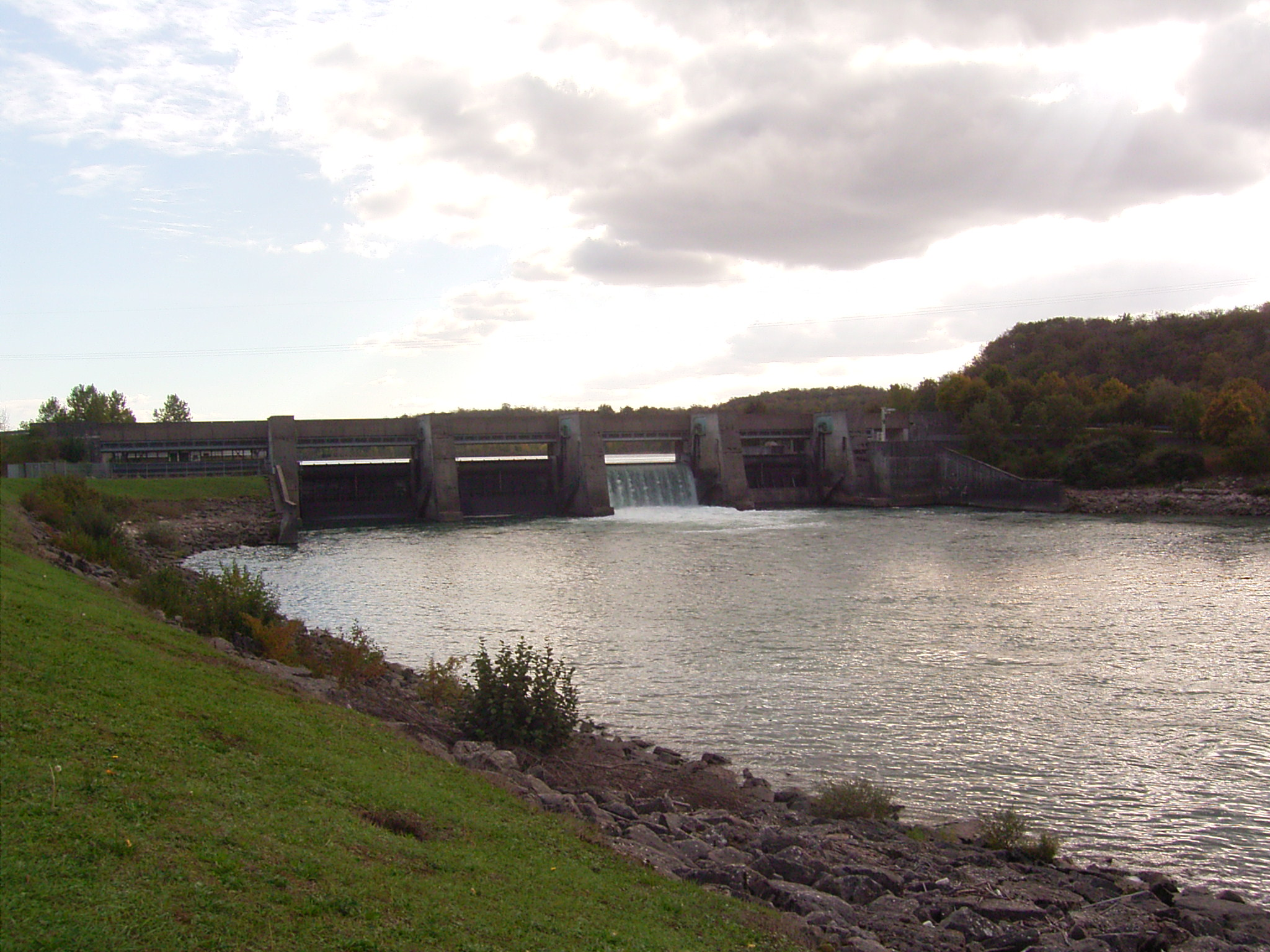
Плотина Со-Брена
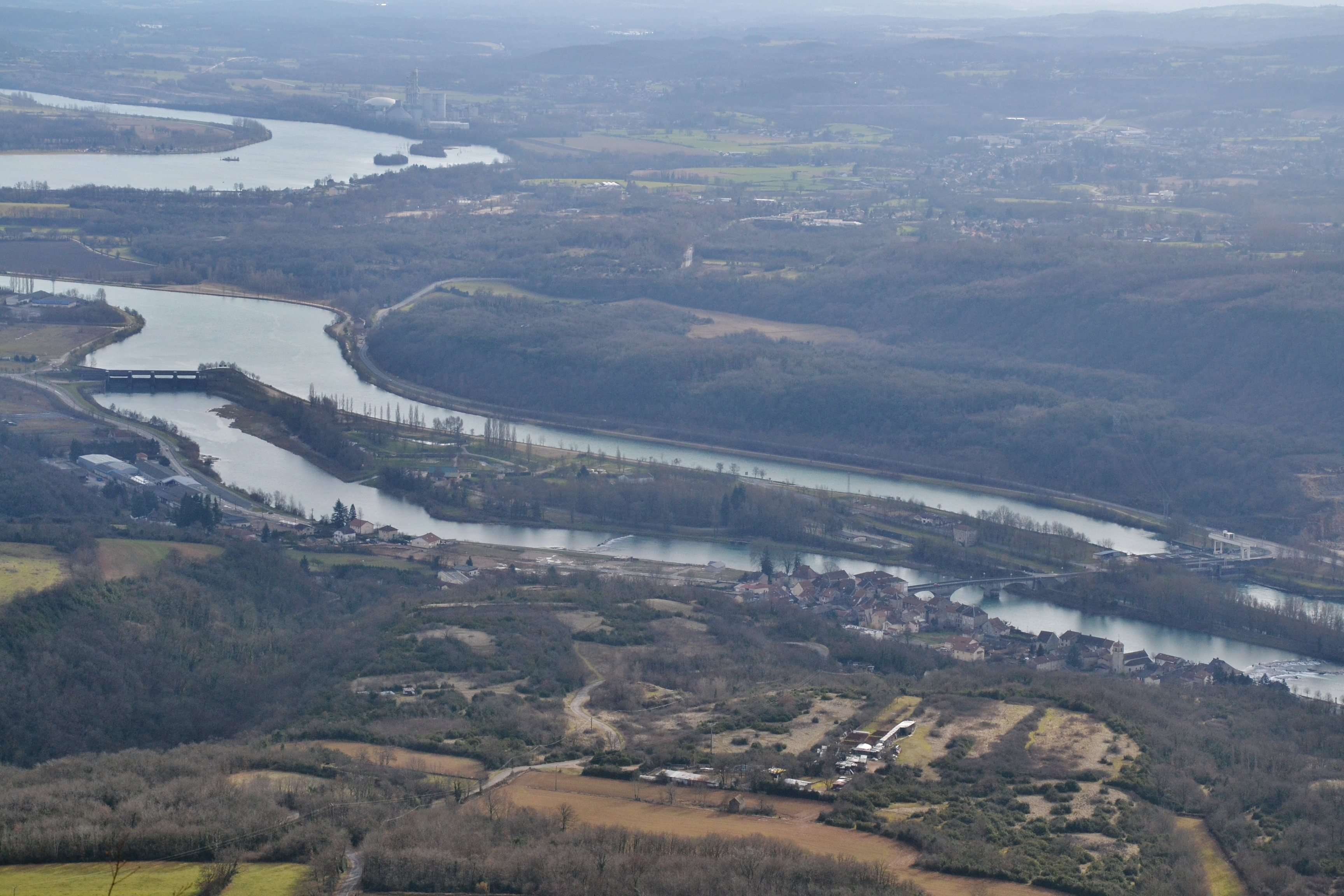
Река Рона